# Role w męsko-męskich stosunkach seksualnych

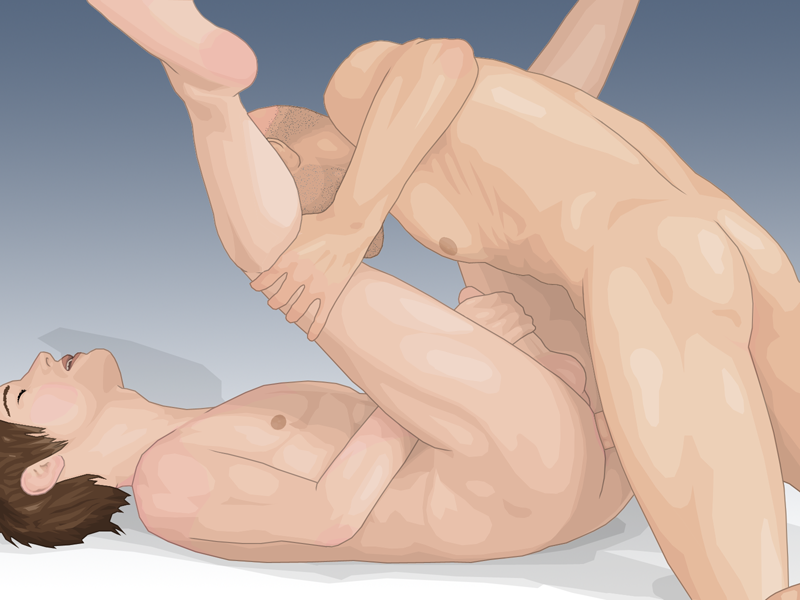
Partner penetrujący nazywany jest aktywnym, a partner penetrowany – pasywnym

W męsko-męskich stosunkach seksualnych mężczyźni wchodzą w role aktywnych (pot. aktyw, ang. top), pasywnych (pot. pasyw, ang. bottom) lub uniwersalnych (pot. uni, ang. versatile/vers lub switch). Partner aktywny to osoba penetrująca podczas stosunku analnego, partner pasywny to osoba penetrowana, a partner uniwersalny to osoba przyjmująca rolę partnera aktywnego i pasywnego wymiennie. Pojęcia te mogą stanowić narzędzie ułatwiające uświadomienie sobie przez daną jednostkę własnych preferencji seksualnych, a także szersze określenie tożsamości seksualnej i ról społecznych. Przyjmując pierwszy męsko-męski stosunek seksualny za moment pierwszego samookreślenia swojej roli seksualnej, dokładniejsze jej określenie zajmuje mężczyznom podejmującym kontakty seksualne z innymi mężczyznami około piętnastu lat. Rola seksualna takiego mężczyzny nie ma bezpośredniego przełożenia na wielkość jego przyrodzenia, jednak kompleksy związane z posiadaniem mniejszego prącia czasem powodują obawę przed wchodzeniem w rolę partnera penetrującego.
Mężczyzna nie angażujący się w seks penetracyjny to tzw. side.

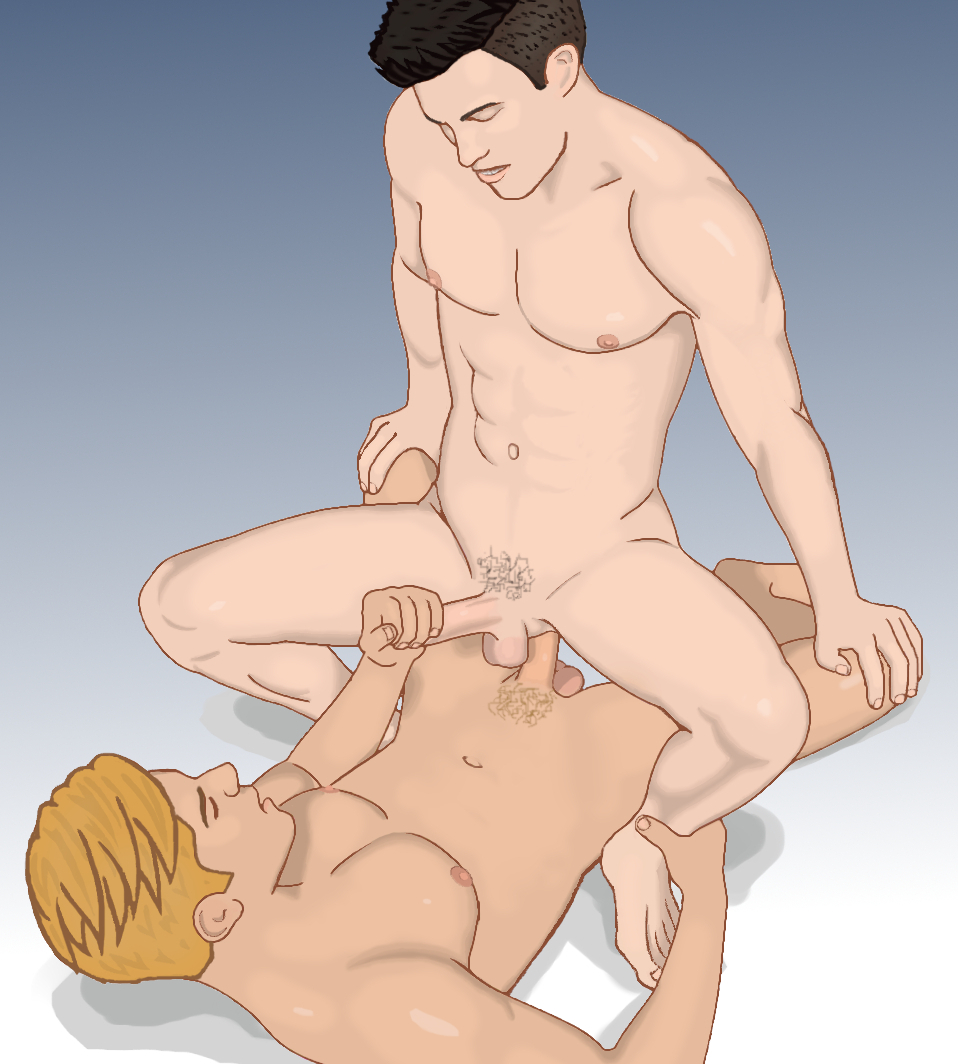
Mężczyzna leżący na plecach w tej pozycji seksualnej pełni rolę topa, mimo znajdowania się niżej, niż jego partner seksualny

## Role a pozycje seksualne
Pochodzące z angielskiego pojęcia top (ang. górny), bottom (ang. dolny) i versatile (ang. wszechstronny) nie muszą dotyczyć faktycznego fizycznego ułożenia partnerów seksualnych. Na przykład w pozycji na jeźdźca, pomimo że partner penetrujący znajduje się poniżej penetrowanego, wciąż jest określany jako top (patrz: ilustracja).
Określenie ról partnerów aktywnych i pasywnych w znaczeniu zaczerpniętym z ról w stosunkach analnych bywa kłopotliwe w stosunku do określenia ról w stosunkach oralnych.

## Historia

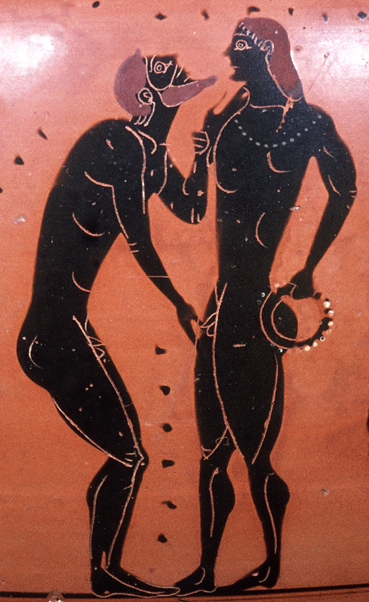
Amfora attycka, erastes dotykający podbródka i genitaliów eromenosa

### Starożytna Grecja
W starożytnej Grecji istniała specyficzna forma homoseksualności męskiej, nazywana pederastią. Określano tak relację między starszym erastesem a młodszym eromenosem. Była to relacja głównie intelektualno-duchowa, chociaż zawierały się w niej również cielesne zbliżenia, określone społecznymi normami starożytnej kultury Greckiej; nie były one jednak wyznacznikiem tożsamości seksualnej żadnej ze stron.
Starogrecka pederastia polegała na wymianie: erastes wprowadzał eromenosa w życie społeczne i polityczne w zamian za towarzystwo oraz ofiarowanie swojego ciała, również do celów seksualnych. Z tego względu role seksualne w tej relacji były jasno określone: erastes pełnił rolę aktywną, a eromenos pasywną.

### Starożytny Rzym
Dla starożytnych Rzymian rola aktywna w męsko-męskich stosunkach płciowych była wyrazem statusu i męskości wynikającym ze zdobywczej natury rzymskiej kultury, toteż pełnił ją obywatel. Nie akceptowano stosunków homoseksualnych między obywatelami, a stosunek z nieletnim obywatelem był zakazany prawem. Rolę pasywną zawsze pełniła osoba o niższym statusie społecznym, zwykle niewolnik. Wolny dorosły, dopuszczający się pasywnego stosunku homoseksualnego lub uprawiający z innym mężczyzną seks oralny, był traktowany z pogardą jako osoba zniewieściała, a część lekarzy rzymskich uznawała taką homoseksualność za chorobę psychiczną.

### Starożytna Mezopotamia
W kulturze starożytnej Mezopotamii stosunki homoseksualne były znane, chociaż nie występowały jako zjawisko powszechne. Były społecznie akceptowalne tylko w przypadku dominacji partnera aktywnego nad partnerem pasywnym, o niższym statusie. Niewolnik lub jeniec, bez względu na płeć, był rozumiany przez prawo jako część dobytku, więc ze względu na uprzedmiotowienie można było bez konsekwencji zadać mu gwałt. Seks osób o jednakowym statusie był jednak penalizowany, chociaż mezopotamskie zbiory praw poruszają problematykę homoseksualności dość rzadko. Szczególną uwagę zwracają głównie na gwałt na mężczyźnie (karany kolejno zadaniem gwałtu i kastracją gwałciciela), ze względu na upokorzenie zgwałconego mężczyzny poprzez sprowadzenie go do roli kobiety, będącej w kulturze starożytnej Mezopotamii częścią dobytku oraz na pomówienie dotyczące rzekomej homoseksualności innego mężczyzny (karane chłostą, robotami przymusowymi, grzywną i ścięciem włosów).
W ramach kultu Isztar istniała prostytucja sakralna, w której personel świątynny był zaangażowany w homoseksualne akty seksualne w roli pasywnej. Również w tym przypadku partner pasywny był uważany za osobę o niższym statusie społecznym.

## Religia i kultura

### Islam
Życie seksualne w kulturze islamu ma ściśle określone zasady. Kontakty seksualne są możliwe wyłącznie w małżeństwie mężczyzny i kobiety. Związki i akty homoseksualne są bezwzględnie zabronione oraz, jako czyny uważane za grzeszne, zasługują na karę; chociaż fizyczny kontakt między mężczyznami (taki jak np. całowanie się czy trzymanie się za ręce) jest dość powszechny i uważany ogólnie za przejaw zażyłości.
W wielu krajach, w których islam jest religią państwową za homoseksualizm nadal grozi kara śmierci: w Iranie, Arabii Saudyjskiej, Mauretanii, Sudanie i Jemenie. Przykładem jest egzekucja przez powieszenie dwóch irańskich nastolatków, Mahmuda Asgariego i Ajaza Marhoniego z powodu stosunków homoseksualnych, wykonana w lipcu 2005 roku.
Ze względu na dość liczne odniesienia do zjawiska homoseksualności w Koranie uznaje się, że zjawisko to musiało występować dość powszechnie w okresie dżahiliji. Przykłady odniesień do niego można znaleźć m.in. w Księdze tysiąca i jednej nocy oraz poezji Abu Nuwasa, Abdallaha Ibn Al-Mu'tazza i Abu Firasa.

### Judaizm
Żydzi ortodoksyjni w ich interpretacji Tory i Talmudu potępiają czynny homoseksualizm, nie przywiązując wagi do pragnień homoseksualnych, które uważają za pozbawione znaczenia moralnego. Według ortodoksyjnego judaizmu stosunek oralny między dwoma mężczyznami nie jest czynnością homoseksualną; za akt homoseksualny jest uważany tylko stosunek analny.
Progresywne formy judaizmu jak judaizm reformowany oraz judaizm rekonstrukcjonistyczny akceptują w takim samym stopniu seks homoseksualny i heteroseksualny. Przedstawiciele judaizmu rekonstrukcjonistycznego wierzą, iż tradycyjne prawo przeciwko homoseksualności nie jest obowiązującym prawem, gdyż nie odzwierciedla nowego rozumienia seksualności człowieka.